# Huo Yuanjia
Huo Yuanjia (en chino, 霍元甲; pinyin, Huò Yuánjiǎ, 1868-1910) fue un artista marcial chino practicante de mizongquan (迷踪拳, 迷蹤拳, mízōngquán, "boxeo de las huellas perdidas") y considerado un héroe por los chinos, especialmente entre los artistas marciales, por haber vencido a luchadores de distintos estilos, tanto asiáticos como occidentales, en combates que tuvieron una gran repercusión en su época, cuando la soberanía China estaba siendo erosionada por las concesiones a las potencias extranjeras. Fundó la Chin Wu Asociación atlética de la Excelencia Marcial (精武体育会, 精武體育會, Jīngwǔ tǐyùhuì), en Shanghái en la cual todos los maestros de Kung Fu del país podían enseñar sin importar a qué estilos pertenecían.

## Primeros años
Huo Yuanjia nació en el pueblo de Xiaonan (小南, Xiǎonán), en Tianjin, que entonces pertenecía al distrito de Dongguang, en la provincia de Hebei. Fue el cuarto de los diez hijos que tuvo Huo Endi (霍恩第, Huò Ēndì) y segundo de tres varones, junto con sus hermanos Huo Yuanqing (霍元卿, Huò Yuánqīng) y Huo Yuandong (霍元栋, Huò Yuándòng). Su padre también practicaba artes marciales y se ganó la vida protegiendo las caravanas que iban a Manchuria, un trabajo habitual entre las familias con larga tradición de artistas marciales, aunque la principal fuente de ingresos de la familia era la agricultura. De él aprendió Huo Yuanjia las artes marciales, especialmente el estilo de la familia, el mizongquan, también llamado yangqingquan (燕青拳, yànqīngquán). Se dice que en un principio era el que peor habilidad para las artes marciales tenía de los tres hermanos debido a que frecuentemente estaba enfermo. Por esta razón, su padre decidió en un principio no tomarlo como alumno. Huo Yuanjia aprendió en secreto, espiando las clases que su padre daba a otros niños del pueblo. Así entrenó durante diez años hasta que empezó a vencer a sus compañeros y su padre descubrió su nivel, admitiéndole desde entonces como discípulo.
En 1890, un maestro de artes marciales llamado Du llegó desde la provincia de Henan a visitar a Huo Endi. Sus modales provocaron el enfrentamiento con los luchadores de la familia. Huo consiguió vencerle en combate y comenzó a ser conocido en la zona. Comenzó a trabajar en un almacén de plantas medicinales con un amigo que participó en el plan de Sun Yat-sen para derrocar al gobierno de Manchuria. Su sentimiento patriótico se fue acrecentando con el paso del tiempo.

## Combates
Muchos de los famosos combates en los que participó Huo Yuanjian surgieron de desafíos por parte de luchadores extranjeros.
Su fama comenzó tras vencer, en un combate celebrado en el parque Xiyuan de Tianjin en 1901, a un luchador ruso que había insultado abiertamente a los chinos llamándoles "los enclenques asiáticos" porque nadie aceptaba sus desafíos.
En 1909 viajó a Shanghái acompañado por su discípulo Liu Zhensheng para aceptar un desafío por parte de un boxeador británico llamado Hercules O´Brien. El encuentro estuvo precedido por el desacuerdo en cuanto a las reglas por las que debería regirse. O'Brien insistió en que se celebrara bajo las reglas del boxeo occidental, limitando los ataques a puñetazos por encima de la cintura. Huo, por el contrario, deseaba que se siguieran las reglas chinas, que obviaban estas prohibiciones. Al final acordaron que el primero que consiguiera derribar a su oponente sería considerado el ganador. Sin embargo, el encuentro no tuvo lugar ya que Hercules O'Brien no se presentó.
No se sabe exactamente la fecha de su muerte, pues según unas fuentes acaeció en agosto de 1910 y según otras en ese mismo mes pero del año anterior, por lo que tampoco se puede afirmar si la apertura de la Asociación Deportiva de la Excelencia Marcial, el 7 de julio de 1910, fue o no en vida de Huo. Sobre las causas de su muerte también hay dudas, pues en un principio se creyó que había sido envenenado por un médico japonés tras un combate, aunque en los años sesenta se desmontaría esta teoría. A su muerte se hizo cargo de la asociación, que en la actualidad cuenta con 150 delegaciones por todo el mundo, su hermano menor Huo Yuanqing.

## Muerte según su bisnieto Huo Zizheng
Huo Zizheng: Una personalidad de los círculos industriales y comerciales de Shanghái, Chen Qimei, pidió que Huo Yuanjia se quedara en Shanghái y se fundó la “Escuela de Gimnasia Jingwu”, financiada por grandes capitalistas. Más tarde, se denominó como “Sociedad Deportiva Jingwu”. Huo Yuanjia se desempeñó como director de la misma. Poco después de la fundación de la Sociedad, la Asociación de Yudo del Japón pidió una competencia con Huo Yuanjia y resultó que un discípulo de Huo rompió un brazo del caudillo de la entidad japonesa, la cual le guardó rencor manifestando que habría que eliminar de todas maneras a Huo Yuanjia. Ellos se hicieron amigos de este en apariencia, pero cuando Huo tenía tos, le hicieron ir a una clínica de los japoneses. Sin embargo, Huo no vio ninguna mejora en su enfermedad, la cual llegó a ser incurable. Huo Yuanjia falleció a los 70 días de la fundación de la Sociedad Jingwu. Sus discípulos llevaron para un análisis el medicamento que los japoneses le habían recetado y se descubrió que era algo que hacía pudrir los pulmones.
En unos estudios forenses décadas después de su muerte, se encontró en el cuerpo restos de arsénico, lo cual da pistas de que habría sido envenenado. Huo 
Yuanjia murió por envenenamiento a los 42 años. Su escuela de artes marciales siguió de pie desde su muerte. El wushu se ha esparcido por 50 países en todo el mundo ahora conocido como kung fu se ha entrenado y practicado en todo el mundo.

## Huo Yuanjia en la ficción
Existen varias películas y series de televisión sobre la vida de Huo Yuanjia.
- Jingwumen (精武门, otro nombre por el que se conoce a la Asociación fundada por Huo Yuanjia) fue protagonizada por Bruce Lee en 1972. En inglés es conocida como Fist of Fury o The Chinese Connection. Lee interpreta a un personaje de ficción que se volvería famoso, llamado Chen Zhen (陳真), supuesto alumno de Huo Yuanjia, que decide vengar la muerte de este.

- Jingwu yingxiong (精武英雄, "El héroe de Jingwu"), conocida en inglés como Fist of Legend es un remake de la película anterior protagonizada por Jet Li en 1994.

- Huo Yuanjia, llamada en España Fearless, fue protagonizada también por Jet Li en 2006. Narra la vida de Huo Yuanjia de una manera muy novelesca. El nieto de Huo Yuanjia, Huo Shoujin, interpuso una demanda contra la película el 7 de marzo de 2006.

- Heroes( 大侠霍元甲 霍元甲 Huo Yuan Jia Fearless)Serie biográfica de la vida de Huo YuanJia, del productor de la Leyenda del Condor y del director de Hermanos Preciosos.